# Meranoplus fenestratus
Meranoplus fenestratus är en myrart som beskrevs av Smith 1867. Meranoplus fenestratus ingår i släktet Meranoplus och familjen myror. Inga underarter finns listade i Catalogue of Life.

## Bildgalleri

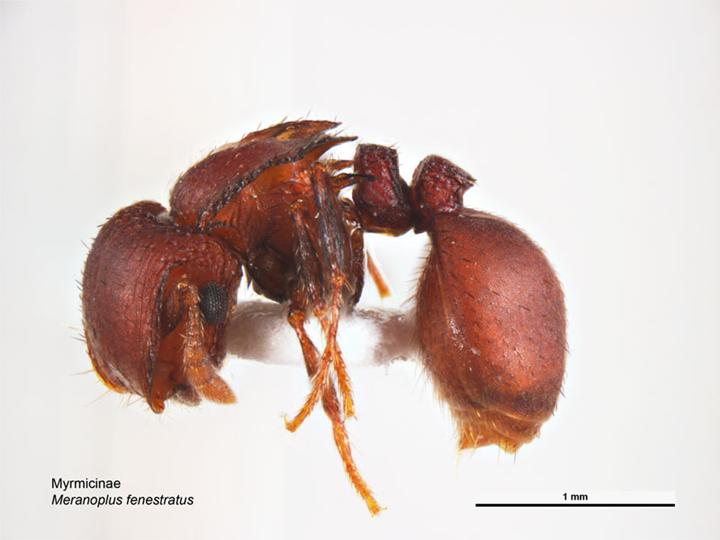